# Чижемінек
Чижемінек (пол. Czyżeminek) — село в Польщі, у гміні Жґув Лодзький-Східного повіту Лодзинського воєводства.
Населення — 275 осіб (2011).

## Демографія
Демографічна структура станом на 31 березня 2011 року:
|          | Загалом | Допрацездатний вік | Працездатний вік | Постпрацездатний вік |
| -------- | ------- | ------------------ | ---------------- | -------------------- |
| Чоловіки | 134     | 36                 | 82               | 16                   |
| Жінки    | 141     | 35                 | 81               | 25                   |
| Разом    | 275     | 71                 | 163              | 41                   |